# Kalka (città)
Kalka è una città dell'India di 30.887 abitanti, situata nel distretto di Panchkula, nello stato federato dell'Haryana. In base al numero di abitanti la città rientra nella classe III (da 20.000 a 49.999 persone).

## Geografia fisica
La città è situata a 30° 50' 11 N e 76° 56' 04 E.

## Società

### Evoluzione demografica
Al censimento del 2001 la popolazione di Kalka assommava a 30.887 persone, delle quali 16.828 maschi e 14.059 femmine. I bambini di età inferiore o uguale ai sei anni assommavano a 3.448, dei quali 1.847 maschi e 1.601 femmine. Infine, coloro che erano in grado di saper almeno leggere e scrivere erano 24.045, dei quali 13.682 maschi e 10.363 femmine.